# Roskilde Håndbold
Roskilde Håndbold (tidligere Roar Roskilde) er en dansk håndboldklub i Roskilde. Klubbens kvinder spiller i 2024/25-sæsonen i 1. division og 2. holdet spiller i 2. division, mens klubbens herrehold også spiller i 1. division. 
Kvindeholdet spillede i 2010/21-sæsonen i landets bedste håndboldrække, Damehåndboldligaen, for en enkelt sæson inden de nedrykkede igen. Holdet har lagt næsten udelukkende kontinuerligt i midten af 1. division siden nedrykningen fra Damehåndboldligaen i 2011. 
I 1999 havde den tidligere håndboldstjerne Anja Andersen forsøgt at overtage klubbens kvindehold, der ville løfte et lille håndboldhold fra de lave rækker til succes. Dette projekt lykkedes ikke, fordi Roskilde Kommune ikke ville give penge til foretagendet. Andersen overtog i stedet Slagelse Dream Team, med hvem hun senere blev 3x Champions League-vinder og 3x danmarksmester med.

## Historiske placeringer
| Sæson   | Placering | Række           | Bemærkning                                |
| ------- | --------- | --------------- | ----------------------------------------- |
| 2023/24 | 2         | 1. division     | Oprykningsspil                            |
| 2022/23 | 5         | 1. division     |                                           |
| 2021/22 | 4         | 1. division     |                                           |
| 2020/21 | 8         | 1. division     |                                           |
| 2019/20 | 5         | 1. division     |                                           |
| 2018/19 | 8         | 1. division     |                                           |
| 2017/18 | 7         | 1. division     |                                           |
| 2016/17 | 4         | 1. division     |                                           |
| 2015/16 | 4         | 1. division     |                                           |
| 2014/15 | 5         | 1. division     |                                           |
| 2013/14 | 5         | 1. division     |                                           |
| 2012/13 | 7         | 1. division     |                                           |
| 2011/12 | 9         | 1. division     |                                           |
| 2010/11 | 11        | Håndboldligaen  | Op- / nedspil                             |
| 2009/10 | 1         | 1. division     | Direkte oprykning                         |
| 2008/09 | 10        | 1. division     | Playoff til 1. division                   |
| 2008/09 | 8         | 1. division     |                                           |
| 2007/08 | 8         | 1. division     |                                           |
| 2006/07 | ?         | 2. division     | Oprykning                                 |
| 2005/06 | 13        | 1. division     | Direkte nedrykning                        |
| 2004/05 | 7         | 1. division     | Under navnet Roar                         |
| 2003/04 | 7         | 1. division øst | Under navnet Roar Playoff til 1. division |
| 2002/03 | 4         | 1. division øst | Under navnet Roar                         |
| 2001/02 | 8         | 1. division øst | Under navnet Roar                         |
| 2000/01 | 3         | 1. division øst | Under navnet Roar                         |

## Dametruppen 2023-2024
| Nr. | Navn                      | Nationalitet | Fødselsdato               | Position     |
| --- | ------------------------- | ------------ | ------------------------- | ------------ |
| 2   | Astrid Molander           | Danmark      | 19. december 2002 (22 år) | Venstre back |
| 3   | Albert Halmø              | Danmark      | 27. marts 2000 (24 år)    | Højre back   |
| 5   | Emilie Theil              | Danmark      | 5. februar 2000 (25 år)   | Playmaker    |
| 6   | Caroline Kliver           | Danmark      | 29. april 2000 (24 år)    | Playmaker    |
| 7   | Viola Tranberg            | Danmark      | 11. august 2000 (24 år)   | Playmaker    |
| 12  | Emilie Jacobsen           | Danmark      | 27. april 1997 (27 år)    | Målvogter    |
| 13  | Amalie Tolderlund         | Danmark      | 24. juli 2000 (24 år)     | Stregspiller |
| 16  | Ida Thrane                | Danmark      | 28. februar 1998 (27 år)  | Målvogter    |
| 21  | Sarah Vabø-Rasmussen      | Danmark      | 6. juni 2000 (24 år)      | Venstre back |
| 23  | Christina Søndergaard     | Danmark      | 12. maj 2000 (24 år)      | Stregspiller |
| 25  | Sarah Blyme Grundtvig     | Danmark      | 11. juni 1998 (26 år)     | Playmaker    |
| 29  | Emma Penny Laursen        | Danmark      | 2. september 2002 (22 år) | Højre back   |
| 31  | Matilde Dalbo Kirkegaard  | Danmark      | 6. december 2000 (24 år)  | Venstre fløj |
| 35  | Katrine Broskov Jørgensen | Danmark      | 4. april 2002 (22 år)     | Højre fløj   |
| 36  | Julie Gottschalksen       | Danmark      | 24. december 1999 (25 år) | Højre fløj   |
| 44  | Lærke Hjortgaard          | Danmark      | 3. november 2003 (21 år)  | Venstre fløj |